# Barbus pellegrini
Barbus pellegrini är en fiskart som beskrevs av Poll, 1939. Barbus pellegrini ingår i släktet Barbus och familjen karpfiskar. IUCN kategoriserar arten globalt som livskraftig. Inga underarter finns listade.